# Ivanhoé Caron
Pour les articles homonymes, voir Caron.
Ivanhoé Caron, né le 12 octobre 1875 à L'Islet et mort en 1941 à Québec, est un prêtre catholique, historien et archiviste québécois.
Il a joué un rôle important dans l'organisation des premiers établissements canadiens-français dans la région de l'Abitibi-Témiscamingue au Québec. Il était missionnaire-colonisateur entre 1912 et 1926. Il a signé plusieurs brochures sur la colonisation avant de s'intéresser à l'histoire régionale.

## Publications
- La colonisation de la province de Québec. Débuts du régime anglais, 1760-1791, 1923
- La colonisation de la province de Québec. Les Cantons de l'Est, 1791-1815, 1927

Le fonds d'archives d'Ivanhoë Caron est conservé au centre d'archives de Québec de Bibliothèque et Archives nationales du Québec.

## Distinctions
- 1921 - Membre de la Société royale du Canada
- 1921 - Docteur honoris causa de l'Université Laval[2]
- 1923 - Prix David
- 1927 - Prix David